# Jeroen Hin
Jeroen Hin (Aerdenhout, 7 maart 1957 – Haarlem, 10 oktober 2019) was een Nederlandse zakenman en autocoureur.

## Biografie

### Privéleven
Jeroen Hin was een telg uit de familie die groot werd met de Haarlemse Kousenfabriek Hin aan de Zijlweg/Tulpenkade (Later Danlon-Hin). Zelf ondernam hij als een van de eersten een relatiebemiddelingsbureau per computer, Micro-Contact genaamd te Den Haag. Naast autocoureur was hij gepassioneerd zeiler, golfer en drummer. Hij leed de laatste jaren van zijn leven aan de ziekte van Alzheimer en overleed in 2019 op 62-jarige leeftijd.

### Loopbaan
Hij begon eind jaren zeventig met racen op het circuit van Zandvoort als protege van Gijs van Lennep. Hij reed in de Golf GTI merkenklasse en daarna in de Austin "Mini" Metro Cup waar hij in 1984 Nederlands kampioen werd. Vanaf 1986 was hij een vaste deelnemer in de nationale toerwagenracerij. Hij was altijd vooraan te vinden in zowel de Groep N als de Groep A vooral met een Mercedes 190E en de Ford Sierra RS Cosworth. Hij werd tweemaal Nederlands Toerwagenkampioen, in 1987 en 1988 in de Groep A over 2500cc.
Ook was hij diverse keren deelnemer aan de 24 uur van Spa. In 1990 werd hij met een Porsche Carrera 2 derde met teamgenoten Mike Hezemans en Wolfgang Land.